# Jaciment arqueològic d'Atapuerca
El jaciment arqueològic d'Atapuerca és un jaciment emplaçat al poble d'Atapuerca, província de Burgos (Castella i Lleó, Espanya). Situat a la serra d'Atapuerca, entre la conjunció dels sistemes muntanyencs de la Serralada Cantàbrica i el Sistema Ibèric, el jaciment ha estat declarat Espai d'Interès Natural, Bé d'Interès Cultural i Patrimoni de la Humanitat.

## Geologia
La serralada està composta d'un petit pujol, formada per pedres calcàries, sorres i marès pertanyents al Cretaci superior, que estan coberts de materials aportats pel riu Arlanzón, que ha format terrasses al·luvials en l'època quaternària.

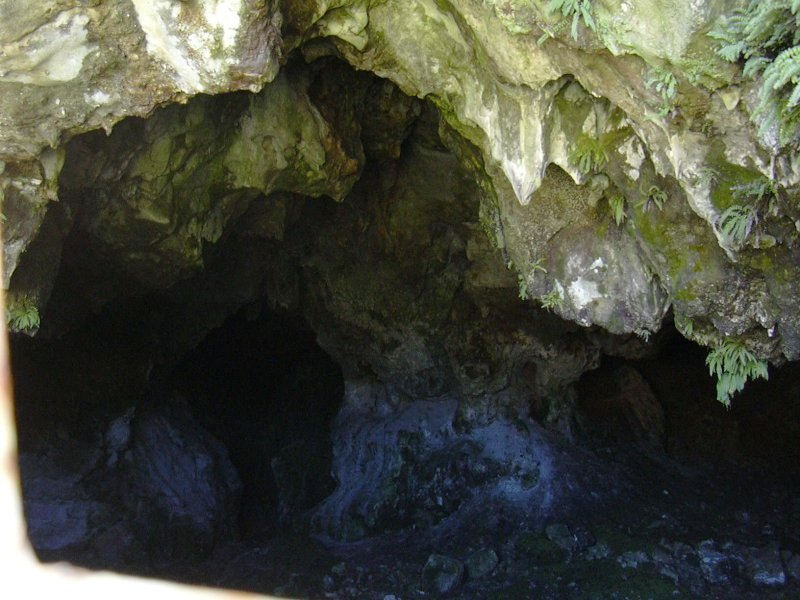
Coves d'origen càrstic a Atapuerca

La pujades de les aigües del riu Arlanzón i l'estructura calcària han donat lloc a un complex càrstic amb multitud de coves, moltes de les quals obertes a l'exterior per diverses causes. Per a aquestes obertures, s'han anat dipositant diferents sediments al llarg dels anys: terres, pólvores, restes animals, excrements..., fins a arribar en molts casos a emplenar-ne les entrades; en altres casos, esfondraments posteriors les han encegades, preservant l'interior intacte fins que hi sorgissin noves obertures.

## La situació i la seva influència
El corredor de la Bureba, pas natural entre les valls dels rius Ebre i Duero, ha estat utilitzat al llarg de tota la seva existència com a pas principal cap a l'interior de la península Ibèrica des d'Europa. Uneix la vall de l'Ebre, vessant mediterrani, amb la vall del Duero, vessant atlàntic, alhora que se situa en la ruta que, provinent dels passos pirinencs, es dirigeix vers altres llocs peninsulars, tant cap a l'oest (Galícia i Portugal) com cap al sud (l'altiplà castellà, Andalusia, Extremadura, sud de Portugal i l'Àfrica). Una de les principals calçades romanes passava per aquí, igual que el camí de Sant Jaume a l'edat mitjana.
Gràcies a la fertilitat d'aquestes terres, l'ocupació humana ha estat continuada des de fa més de 800.000 anys, ajudada per una gran diversitat de flora i fauna.

## Els jaciments de la serra d'Atapuerca
A la segona meitat del segle xix, es van fer algunes troballes que indicaven la riquesa arqueològica de la zona. No seria fins a finals del segle xx, però, quan s'hi realitzarien estudis profunds que van determinar aquest conjunt de jaciments prehistòrics com el més important d'Europa i dels més rellevants del món, on s'han fet troballes que han canviat la història registrada de la humanitat. S'hi han trobat restes de fa 1.000.000 d'anys (època del Plistocè mitjà), amb indicadors de fauna, flora i clima.
Aquest complex arqueològic fou declarat Patrimoni de la Humanitat per la UNESCO l'any 2000, i l'equip investigador del jaciment fou guardonat, el 1997, amb el Premi Príncep d'Astúries d'Investigació Científica i Tècnica.
Els jaciments són excepcionals per la seva abundància, bona conservació i importància científica. La cronologia que abasten és molt àmplia, i correspon a farciments dipositats durant el Plistocè inferior i el Plistocè mitjà, és a dir, entre 1.200.000 i 200.000 anys.
Les eines que s'hi han trobat abasten tots els estadis tecnològics, des de les formes més primitives del tallat de pedra fins a l'edat del bronze, i a la mateixa trinxera fins a l'aparició de l'ésser humà modern.
Quant a la fauna, s'ha trobat una nova espècie d'ós de les cavernes, batejat com a Ursus dolinensis. La troballa més important és la de les restes humanes, presents en diversos jaciments, un fet poc habitual. Entre aquestes restes, s'han trobat les de l'avantpassat més antic d'Europa, l'Homo antecessor, última espècie comuna entre l'Home de Neandertal, els Homo sapiens i l'Homo heidelbergensis.

## Primers jaciments
La primera troballa es realitzà el 1863 a la cueva Ciega, on es van trobar restes fòssils humanes.
El 1964, el professor F. Jordá inicià les primeres campanyes d'excavacions, que es detindrien poc després. Vuit anys més tard, un grup d'espeleòlegs, el Grupo Espeleológico Edelweiss, hi descobrí l'anomenada galeria del Sílex, que conté restes de rituals funeraris i de pintures de l'edat del bronze.
El 1973, el professor J. M. Apellániz començà les campanyes d'excavacions al Portalón de la cueva Mayor. Van ser onze campanyes.

### Estudi actual

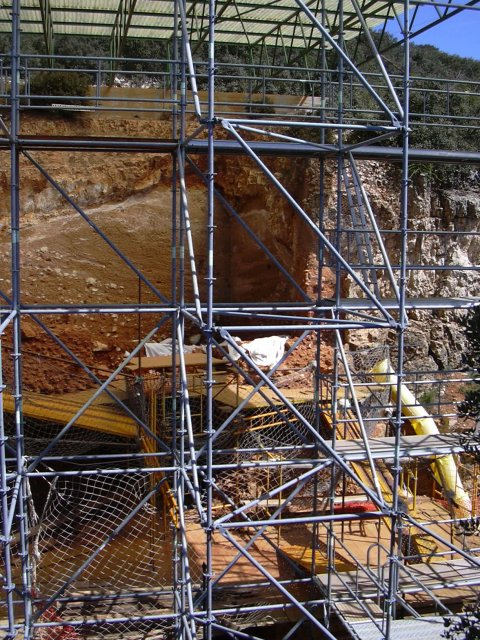
Vista d'un dels jaciments

El 1976, l'enginyer de mines i rastrejador de restes fòssils d'ossos prehistòrics Trino Torres acudí a Emiliano Aguirre, antropòleg, amb diverses restes humanes trobades en un dels jaciments de la serra burgalesa: la Sima de los Huesos (l'avenc dels Ossos). El 1980, s'inicien les excavacions a la galeria, que duraran més d'una dècada, i el 1984 es comencen les excavacions sistemàtiques a l'avenc dels Ossos.
El 1990, Emiliano Aguirre es jubila i la direcció passa a l'equip format per J. L. Arsuaga, J. M. Bermúdez de Castro i Eudald Carbonell, vinculats al Museu de Ciències Naturals de Madrid, del Consell Superior d'Investigacions Científiques i les universitats Complutense de Madrid i Rovira i Virgili de Tarragona i Reus. Des d'aleshores, s'han trobat instruments lítics del Modus 1, els més primitius, a la base de la Gran Dolina (datats de fa uns 900.000 anys), i el 1992 es trobaren diversos cranis a l'avenc dels Ossos, entre els quals, el crani número 5, batejat com a Miguelón en honor del ciclista Miguel Indurain, que donà rellevància internacional i científica al jaciment i el va fer imprescindible en els estudis de l'evolució humana.
Els anys 1994 i 1995 deixarien un ric registre d'eines de Modus 1 juntament amb restes humanes, tots aquests datats en 800.000 anys, cosa que confirma una presència humana molt antiga a Europa. L'any següent, es confirma, mitjançant l'estudi de les marques als ossos, que es practicava un canibalisme ritual, i és la referència sobre canibalisme més antiga d'Europa. S'inicien les excavacions de la Sima del Elefante ('avenc de l'Elefant').
L'any 1997 és molt important per al jaciment, ja que es defineix una nova espècie humana, l'Homo antecessor. L'any 1998 deixaria la constància que les restes trobades en l'avenc dels Ossos, assignats a l'Homo heidelbergensis, pertanyen a éssers humans, que a més de tenir capacitat d'abstracció i simbologia es plantegen els problemes místics inherents a l'ésser humà. Això es confirma per la troballa d'una eina de Modus 2 sense utilitzar i feta amb un material molt apreciat, anomenat Excalibur, i dipositada com a homenatge a algun membre del grup allí enterrat.
El 1999, s'inicien les excavacions a la cueva El Mirador (cova El Mirador), i l'any següent es rep la qualificació de Patrimoni de la Humanitat, alhora que a l'avenc de l'Elefant es troben restes d'utensilis lítics que es daten en un milió d'anys. S'hi anomena una espècie nova de rosegador, el Microtus (Allophaiomys) lavocati, i es reprenen les excavacions del portal de la cova Major.

## Jaciments

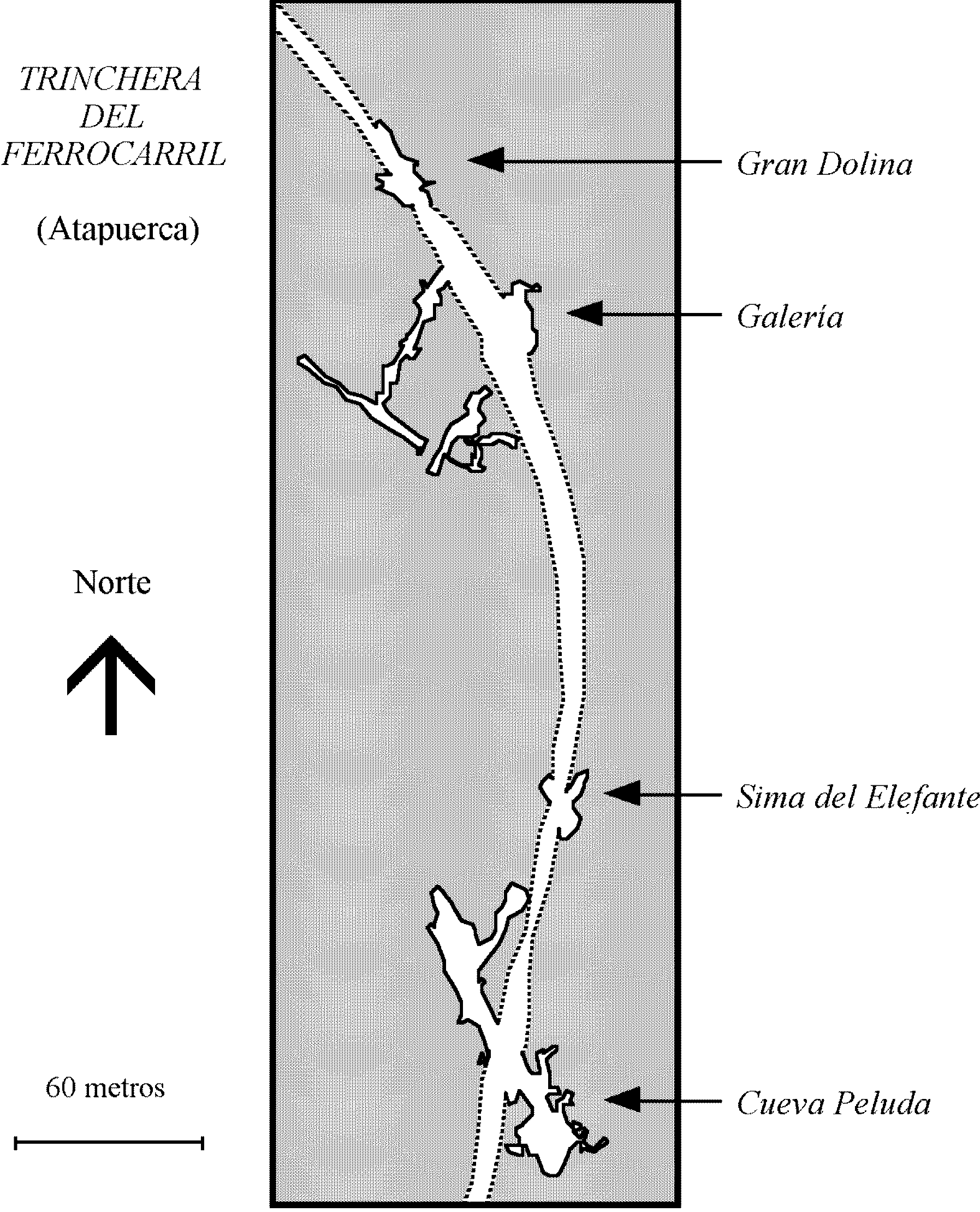

A continuació, es comenten els jaciments més rellevants. Entre aquests, destaquen els que se situen a la trinxera del ferrocarril i en alguna cova propera. Hi ha localitzats més de 50 jaciments exteriors i un elevat nombre de monuments megalítics (dòlmens) per la zona, tant a la serra com a les proximitats, la qual cosa testifica que el complex d'Atapuerca és molt extens i no es limita a la trinxera del ferrocarril i les seves proximitats.

### Avenc de l'Elefant (Et)
El jaciment de l'avenc de l'Elefant és a la trinxera del ferrocarril. Rep aquest nom per les restes òssies que es van trobar el 2001 que semblaven ser d'un elefant, encara que segons algunes opinions pertanyen a un rinoceront. És el jaciment més recent del complex, però el que guarda les restes més antigues. Els seus sediments arriben als 15 metres de profunditat, per la qual cosa abasten tot el període d'ocupació humana de la serra corresponent al Plistocè. Els nivells inferiors superen el milió d'anys i s'hi han trobat restes de fauna molt interessants i utensilis lítics. La indústria lítica que s'ha trobat és també interessant, ja que constata la presència humana més antiga de la serra d'Atapuerca. En els nivells superiors, s'han trobat eines de pedra de Modus 3 (mosterià) al costat de restes de cavalls i cérvols.

### Galeria (TG-TN-TZ)
El jaciment de la galeria està situat a la trinxera del ferrocarril; fou el primer jaciment excavat de manera sistemàtica des de dintre de la trinxera. Es tracta d'una galeria subterrània (secció TG) que s'obre a l'exterior per una xemeneia (secció TN) en forma d'avenc. L'entrada sembla que es trobava a la zona esquerra, coneguda com a covacha de los Zarpazos (secció TZ). L'enfonsament del sostre de la galeria va ser el que va formar la xemeneia i es convertí en un parany natural on queien (o eren empesos pels caçadors) nombrosos animals, aquests eren després aprofitats pels humans (probablement els caçadors) i altres carnívors.
S'han identificat cinc fases en els dipòsits dels sediments (TGI-TGV) amb presència humana intensa en la tercera d'aquestes. En aquesta fase, s'han localitzat fins a 13 sòls distints d'ocupació humana en els quals s'han trobat nombroses eines lítiques de Modus 2 (acheulià) amb restes de cérvols, cavalls, bisons i rinoceronts. En els ossos d'animals trobats, hi ha petjades de dents d'os, lleó, guineu i linx.
La galeria ocupa una cronologia d'entre els 200.000 i 400.000 anys i també s'ha trobat un fragment de crani pertanyent a l'Homo heidelbergensis.

### Gran Dolina (TD)

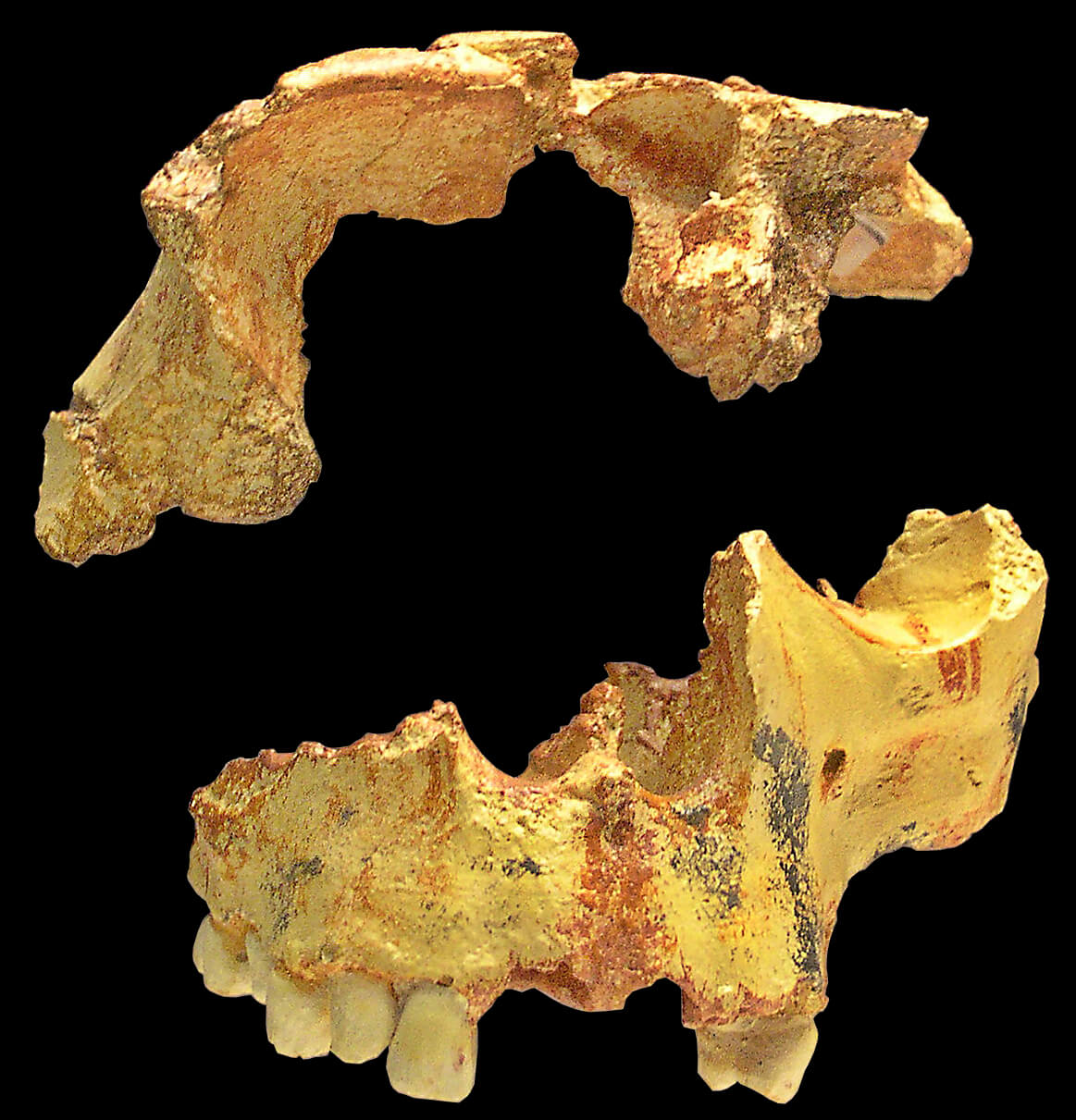
Rostre juvenil de lHomo antecessor de Gran Dolina

El jaciment de la Gran Dolina consta de cent metres quadrats de superfície.
El jaciment de la Gran Dolina és el més conegut, no en va hi van aparèixer les restes de l'espècie Homo antecessor, l'últim ancestre comú del llinatge que va donar lloc a l'home de Neandertal d'una banda, i el qual va culminar amb la nostra espècie, fins aquell moment desconegut. Té 18 metres de sediments que recorren una seqüència temporal que va des de fa un milió d'anys (en el nivell TD1) fins fa 200.000 anys (en el nivell TD11). Aquests 19 metres de sediment pertanyen a 11 nivells geològics.
En els nivells inferiors, s'han trobat restes d'animals carnívors, com el tigre de dents de sabre i la hiena tacada (aquests són els més antics d'Europa), així com una nova espècie d'os antecessor de l'os de la cavernes que ha estat batejat com Ursus doliniensis, en referència al seu lloc de descobriment. S'han trobat útils de pedra de Modus 1 lític al nivell TD4, igual que en la base de l'avenc de l'Elefant, amb antiguitat d'un milió d'anys.
Al nivell TD6, es van trobar el 1994 les restes del que es descriuria després com una nova espècie humana, l'Homo antecessor, un dels pobladors més antics d'Europa i provinent d'Àfrica. L'estudi dels ossos d'aquesta troballa va revelar petjades de talls fets per una eina humana, és a dir, es va determinar que aquests antics habitants de la Gran Dolina practicaven el canibalisme. El nivell següent, el TD7, mostra testimonis de la inversió magnètica del camp terrestre que coincideix amb allò conegut com a límit de Matuyama-Brunhes i defineix la frontera entre el Plistocè inferior i mitjà, fa uns 780.000 anys. El nivell TD10 té restes d'indústria lítica de Modus 3, encara que molt rudimentària.
Cal ressaltar que l'any 2010 van trobar 80 fòssils de l'Homo antecessor en 6 metres quadrats.

### Sima de los Huesos
El jaciment de la Sima de los Huesos'' (lAvenc dels Ossos, en català) és una petita cambra, situada en la base d'un pou de 13 metres de profunditat, que es troba en la part més profunda de la Cueva Mayor. S'hi ha trobat una gran quantitat d'ossos d'animals i humans. Els sediments d'aquest lloc daten de fa 400.000 anys, és a dir, del Plistocè mitjà, i estan magníficament conservats.
El que fa important aquest jaciment és la gran quantitat de restes humanes d'Homo heidelbergensis de totes les edats i sexes. Aquestes restes representen més del 90% dels fòssils humans recuperats per al Plistocè mitjà de tot el món.

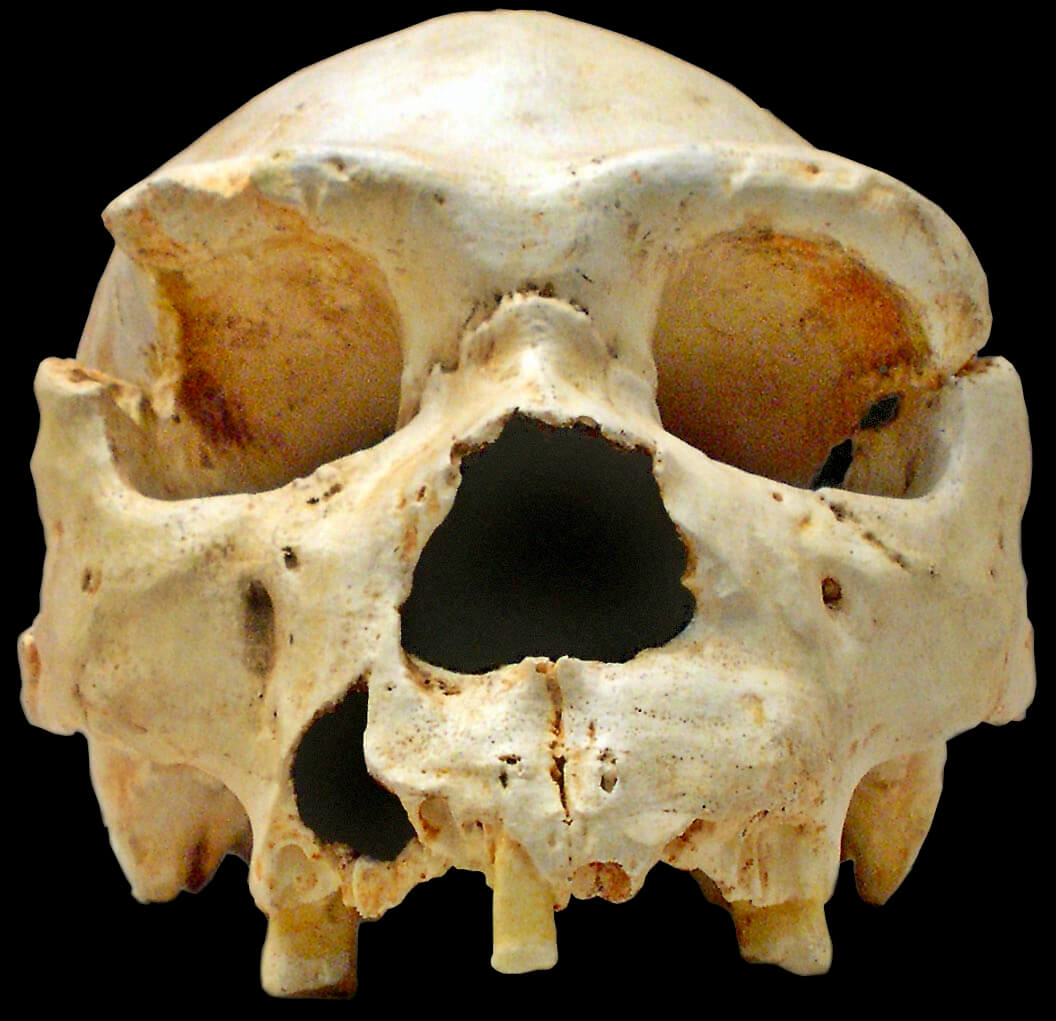
.

Entre les restes humanes recuperades, destaquen nombrosos cranis, entre els quals es troba el crani número 5, el crani d'Homo heidelbergensis més ben conservat del món i que rep, popularment, el nom de Miguelón, en honor de Miguel Indurain. En aquesta zona, han aparegut una gran quantitat d'ossos de tota mena, des de la pelvis, anomenada Elvis, fins als ossos de l'orella.
Es creu que aquest era un lloc de soterrament humà i de culte als difunts; únicament, s'ha trobat una eina lítica entre totes les restes, aquesta eina és sense usar i és de quarsita vermella i ocre (no s'ha trobat cap eina d'aquest material en tot el complex d'Atapuerca) va ser trobada el 1998 i va rebre el nom d'Excàlibur. Es considera que Excàlibur és un present a algun dels difunts enterrats en aquest lloc, cosa que indica l'existència d'una ment simbòlica i reflexiva, preocupada pels problemes eterns de la vida i la mort i amb capacitat de sentiments. Això assenyala a l'Homo heidelbergensis com un ésser humà complet, ja no en allò físic sinó en allò espiritual.
Entre les restes de carnívors oposats, hi ha una gran quantitat de restes d'os de l'espècie Ursus deningeri, més de 180 individus.

### Portalón
El jaciment del Portalón, situat a l'entrada de la cueva Mayor, ha permès documentar una part molt important de l'edat del bronze, entre els 3.690 i 2.900 anys. N'és rellevant la ceràmica decorada, amb més de 400 motius iconogràfics, i diferents eines d'os i bronze, així com adorns d'os, asta i marfil.
El jaciment s'ha excavat fins a arribar al Plistocè superior, però l'ocupació més rellevant és la de l'època neolítica, especialment a l'edat del bronze.

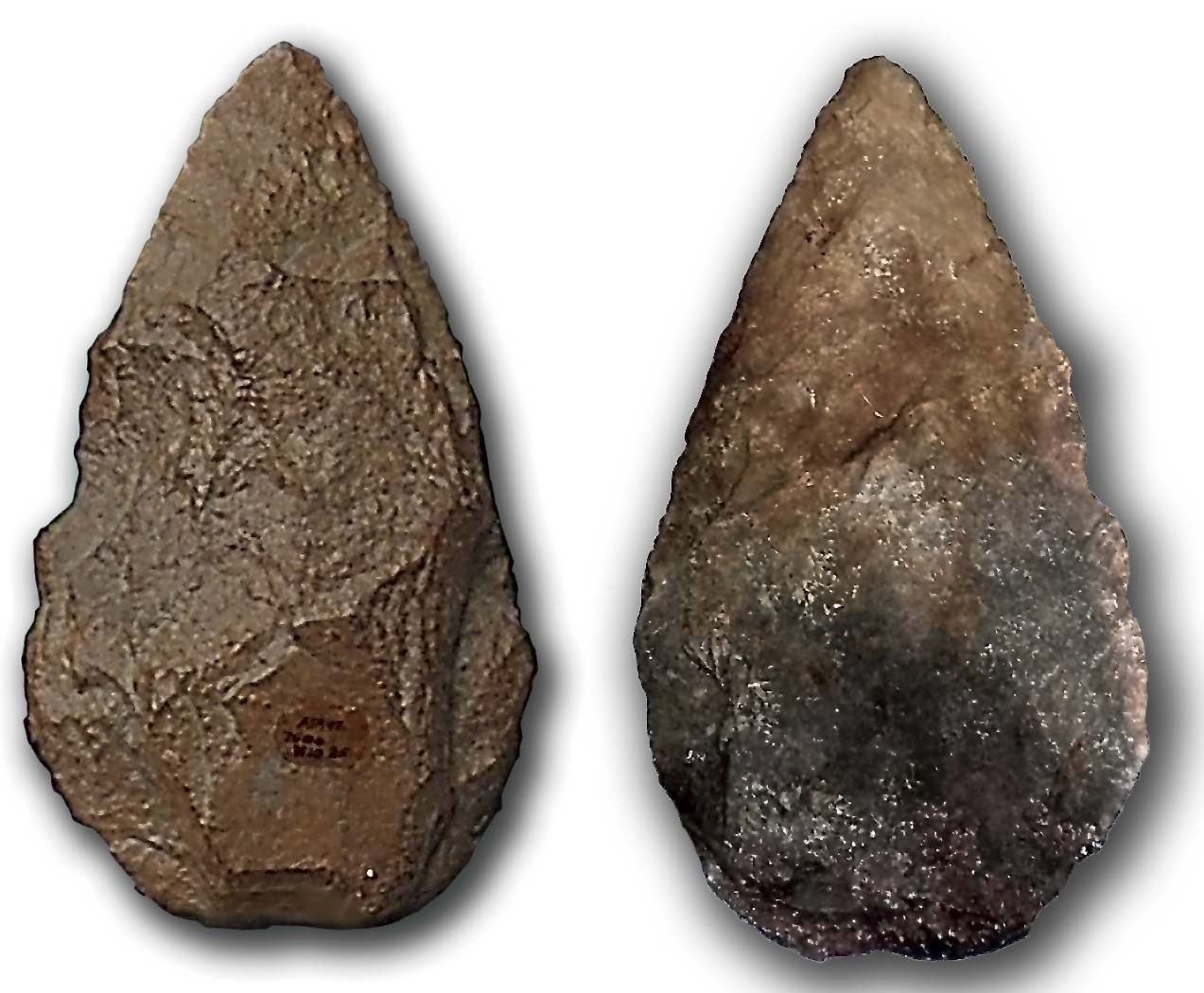
Bifaç del nivell TG10

### Mirador
El jaciment del Mirador és el més allunyat del complex arqueològic i s'hi han trobat restes pertanyents a l'edat del bronze. La troballa d'un soterrament de fins a 6 individus de diferents edats i sexes, datat en 3.670 anys, indica que aquest lloc era utilitzat com a cova sepulcral.

### Galeria de Sílex
La galeria de Sílex fou descoberta el 1964 pel Grupo Espeleológico Edelweiss de Burgos, i oferix espectaculars vestigis de l'edat del bronze. Ha romàs tancada des d'un temps molt proper a aquella època, cosa que ha permès una excepcional conservació del sòl on es van desenvolupar les activitats humanes, així com l'art rupestre. En una de les seves cambres, s'han trobat multitud de restes humanes i animals amb eines de pedra i os, així com ceràmica, la qual cosa evidencia una activitat de caràcter ritual. Hi ha abundants pintures i gravats a les parets, i molts dels símbols pintats també apareixen en la ceràmica.

### La vall de les Orquídies
La vall de les Orquídies és un jaciment que no està situat en una cova, sinó a l'exterior. Té una antiguitat d'uns 27.000 o 30.000 anys, pertany al Plistocè i hi ha constància d'ocupació neolítica. La seva ubicació respongué a la bona provisió de recursos i de domini d'una àrea determinada del territori.